# Hatfield Puffin
Die Hatfield Puffin war ein britisches Muskelkraft-Flugzeug, das von einem von John Wimpenny geleiteten Team entwickelt wurde. John Wimpenny war Flugzeugingenieur bei de Havilland. Die Puffin wurde vom Hatfield Man-Powered Aircraft Club, einem Verein von 29 Ingenieuren der De-Havilland-Werke gebaut.
Am 2. Mai 1962 stieg der 39-jährige John Wimpenny, nach einer Startstrecke von 100 Metern zu seinem Flug in der Puffin auf. Er brauchte für die Flugstrecke von 900 Metern ca. zwei Minuten. Dieser Weltrekord wurde erst nach zehn Jahren gebrochen.